# گبک کالا
گبک کالا (به لاتین: Gebek Kala) یک کوه در روسیه است که در داغستان واقع شده‌است.